# سیلویو اورلاندو
سیلویو اورلاندو (ایتالیایی: Silvio Orlando؛ زادهٔ ۳۰ ژوئن ۱۹۵۷) یک هنرپیشه اهل ایتالیا است.

## بخشی از فیلم‌شناسی
از فیلم‌ها یا برنامه‌های تلویزیونی که وی در آن نقش داشته‌است می‌توان به آثار زیر اشاره کرد.
- متیلدا (۱۹۹۰)
- نیروانا (۱۹۹۷)
- آوریل (۱۹۹۸)
- اتاق پسر (۲۰۰۱)
- نور چشمانم (۲۰۰۱)
- شورای مصر (۲۰۰۲)
- پاپ جوان  (۲۰۱۶)

## جوایز
- جایزه دیوید دی دوناتلو بهترین بازیگر مرد (۲۰۰۶)
- جایزه انجمن ملی فیلم ایتالیا بهترین بازیگر مرد (۲۰۰۰)